# Hermann von Helmholtz
Hermann Ludwig Ferdinand von Helmholtz, född 31 augusti 1821 i Potsdam, död 8 september 1894 i Charlottenburg, var en tysk fysiolog och fysiker.

## Biografi och vetenskaplig verksamhet
von Helmholtz studerade medicin vid Friedrich-Wilhelms-institutet i Berlin samt blev 1842 assistent vid Charitésjukhuset där, 1843 militärläkare i Potsdam, 1848 assistent vid anatomiska museum i Berlin, 1849 extra ordinarie och 1852 ordinarie professor i fysiologi i Königsberg, 1855 i Bonn, 1858 i Heidelberg och 1871 professor i fysik i Berlin. År 1888 blev han president vid den fysikalisk-tekniska riksanstalten i Charlottenburg. Knappt 27 år gammal, utgav han sin banbrytande avhandling Ueber die Erhaltung der Kraft (1847; ny upplaga 1907 i Wilhelm Ostwalds "Klassiker der exakten Wissenschaften"), i vilken han utan kännedom om de arbeten om kraftförvandling, som under de närmast föregående åren utgivits av Julius Robert von Mayer och James Joule, fullständigt originellt på analytisk väg utvecklar och framlägger läran om kraftens oförstörbarhet, om krafternas enhet och om kraftförvandling. Med lika epokgörande arbeten uppträdde han ungefär samtidigt inom fysiologin. Han var den förste, som genom fullt exakta försök visade, att muskeln, vid sin sammandragning utvecklar värme (1848), samt uppvisade, att den hastighet, varmed en retning färdas längs nerverna, kan noggrant bestämmas och att den för grodnerverna inte utgör mer än 26–30 meter/sekund (1850).
Sedan von Helmholtz slutfört sina arbeten inom nerv- och muskelfysiologin, studerade han ögats fysiologi och publicerade sina resultat i Handbuch der physiologischen Optik (1859–1866). Bland det stora antal upptäckter han gjorde inom detta område är följande de viktigaste: en metod för direkt undersökning av ögonbottnen (oftalmoskopet, 1851), varigenom ett dittills ej anat fält öppnades såväl för fysiologin som särskilt för läran om ögats sjukdomar; de första noggranna mätningarna över radierna för ögats brytande medier, genom den av honom konstruerade keratometern; ett exakt uppvisande av, hur det tillgår vid ögats ackommodation. I teorin för färgförnimmelserna skapade han klarhet genom att utveckla Thomas Youngs nästan bortglömda hypotes om orsakerna till färgförnimmelserna, Young-Helmholtz teori. Han bidrog också till psykologin genom undersökningar av synförnimmelsernas förläggande i rummet. Lika viktiga är hans undersökningar av hörselförnimmelserna (Die Lehre von den Tonempfindungen, 1862), där han utredde den viktiga frågan om orsaken till olika klangfärg, genom att han tydligare än andra uppvisade att varje ton som vi förnimmer, egentligen utgör en klang som är sammansatt av flera övertoner. Utgående från detta väsentliga och grundläggande sakförhållande, byggde han upp en fysikalisk teori för den musikaliska harmonin, vilken teoris grundprincip är, att två toner är harmoniska, om svävningar inte förekommer mellan deras övertoner; i motsatt fall är tonerna alltmer och mer disharmoniska. Sina rön om övertonerna använde han vidare för en teori för vokalljuden (Die Klangfarbe der Vokale, 1859), enligt vilken varje vokal är kännetecknad genom vissa bestämda, för densamma konstanta övertoner. Genom analys av vokalljud bestämde han dessa övertoner och sökte samtidigt att genom syntes bekräfta denna åsikt. 

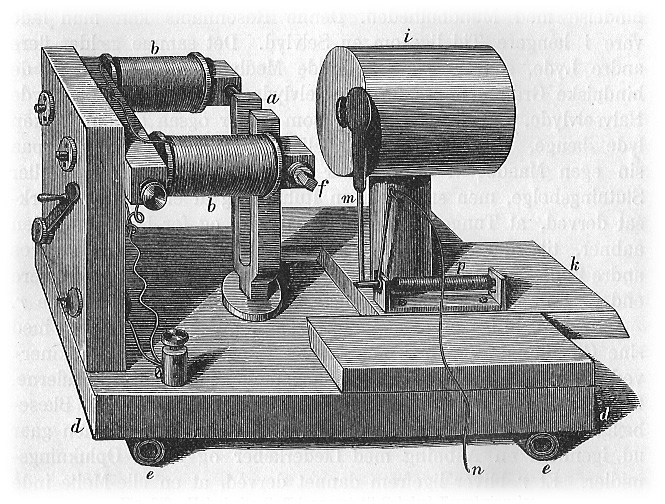
Helmholtz-resonator (i) och instrumentering.

På fysikens område bidrog von Helmholtz till utredningen av den av Wilhelm Eduard Weber uppställda grundlagen om elektriska delars växelverkan, enligt vilken denna beror icke blott på deras avstånd, utan också av deras ömsesidiga hastighet och acceleration. Han vann även stor uppskattning som populärvetenskaplig författare (Populäre Vorträge 1865–1876; väsentligt utvidgad upplaga, "Vorträge und Reden" i två band 1903). Dessutom behandlade han i offentliga föredrag på ett överlägset sätt djupgående filosofiska spörsmål, som till exempel i Die Thatsachen in der Wahrnehmung (1878). Hans smärre Wissenschaftliche Abhandlungen utgavs 1881–1890 i tre band. Av hans efterlämnade föreläsningar i teoretisk fysik (Vorlesungen über theoretische Physik) utkom 1897–1907 sex band. 
von Helmholtz blev 1866 ledamot av Vetenskapsakademien och 1870 av Musikaliska Akademien i Stockholm, 1868 av Fysiografiska Sällskapet i Lund och 1872 av Vetenskapssocieteten i Uppsala. Han tilldelades Matteuccimedaljen 1868 och Copleymedaljen 1873. År 1891 blev han hedersborgare i Charlottenburg. En marmorstaty över honom restes 1899 framför Berlinuniversitetet; en bronsstaty stod, fram till andra världskriget, på Potsdamer Brücke i Berlin.

## Eftermäle
Den termodynamiska tillståndsfunktionen Helmholtz fria energi är uppkallad efter Hermann von Helmholtz.
Asteroiden 11573 Helmholtz är uppkallad efter honom.